# Sittin' Fat Down South
Sittin' Fat Down South è il primo album in studio del rapper statunitense Lil' Troy, pubblicato il 18 maggio 1999.
Certificato disco di platino negli Stati Uniti il 12 ottobre del 1999 dalla RIAA con più di un milione di copie vendute, è l'album di Lil' Troy che ha avuto più successo.

## Tracce
1. Intro – 0:17
2. Thugs Niggas (feat. Lil' 2 Low & Scoop) – 3:27
3. Ain't No Luv (feat. Bad Co., Big Ced & Nattie) – 4:20
4. Wanna Be a Baller (feat. Fat Pat, Yungstar, Lil' Will & H.A.W.K.) – 5:55
5. Chop, Chop, Chop (feat. Botany Boyz & Rasheed) – 3:51
6. Small Time (feat. Lil' 2-Low, Scarface & Lil' Will) – 3:49
7. Still a Bitch (feat. Bad Co. & Nattie) – 3:20
8. Where's the Love (feat. Willie D) – 4:24
9. Loyal to the Sign (feat. Ardis) – 3:57
10. Another Head Put to Rest (feat. Scarface) – 5:17
11. Dem Niggas (feat. Ardis) – 3:51
12. Diamond & Gold (feat. Lil' Will) – 2:59
13. Rollin' (feat. Bad Co., Big Ced & Nattie) – 5:07
14. Wanna Be a Baller (Edit) – 3:39

Tracce bonus
1. Cap Em Dead – 5:35
2. 187 Down South – 2:47
3. Hot Gattin' In The Blocc – 5:33
4. Killin Tha West Coast – 1:33
5. This Is My Life So Bring It (feat. Master P) – 6:27
6. Momma Say Go (Hidden Track) – 3:23

## Classifiche
| Classifica (1999) | Posizione massima |
| ----------------- | ----------------- |
| Stati Uniti       | 20                |